# Královka
Královka (deutsch: Königshöhe) ist ein Berg im tschechischen Teil des Isergebirges im Okres Jablonec nad Nisou. Der markante Berg im westlichen Isergebirge gehört zur Gemeinde Janov nad Nisou (dt.: Johannesberg) und liegt ein Kilometer nördlich von Bedřichov (dt.: Friedrichswald).
Der steinerne Aussichtsturm, 23 m hoch, wurde 1907 von der Ortsgruppe Johannesberg des Deutschen Gebirgsvereins errichtet. Unmittelbar daneben entstand ein Gaststättengebäude mit Unterkunftshaus.